# Großhartmannsdorf
Großhartmannsdorf è un comune di 2.693 abitanti della Sassonia, in Germania.
Appartiene al circondario (Landkreis) della Sassonia centrale (targa FG).